# Nagrade Slovenskega radijskega festivala
Nagrade Slovenskega radijskega festivala (SRF), znane tudi kot srfi, so bile slovenske glasbene nagrade. Podeljene so bile v treh kategorijah: najboljša (pop in rock) skladba po izboru strokovne žirije, hit leta po izboru poslušalcev ter najbolj predvajana skladba na podlagi podatkov o predvajanosti skladb na radijskih postajah. Direktor in izvršni producent tako dogodka, kot neposrednega radijskega in televizijskega prenosa, ki velja za enega večjih v slovenski zgodovini, je bil Uroš Mlakar, organizator pa Hiša idej v sodelovanju z RTV Slovenija. Srfi so na nek način nadomestili zlate peteline.

## 1. SRF
Zaključna prireditev 1. Slovenskega radijskega festivala (SRF 2003) s podelitvijo nagrad »srf« za leto 2003 je potekala 30. januarja 2004 v mariborski Festivalni dvorani Lent. Neposredni prenos je potekal na radiu (nacionalnih in komercialnih postajah), dan pozneje pa si je bilo mogoče ogledati tudi televizijskega na 1. programu TV Slovenija. Nastopili so: Tabu, Game Over, Bepop, Big Foot Mama, Čuki & Pika Božič, Mi2, Tinkara Kovač, Rok Kosmač, Murat & Jose, Andraž Hribar, Šank Rock, Karmen Stavec, Jan Plestenjak in Colonia, zmagovalci Hrvaškega radijskega festivala (HRF).
Podelili so nagrade v treh kategorijah: največkrat predvajana skladba, najboljša skladba po izboru glasbenih urednikov in najboljša skladba po izboru poslušalcev (občinstva). Zanje so se potegovale izključno slovenske avtorske skladbe. Organizatorji festivala so leto 2003 razdelili na štiri ločena glasovalna obdobja, v katerih so jim sodelujoče radijske postaje (podatki o tem, koliko jih je sodelovalo, se razlikujejo, bilo naj bi jih 37, 39 oziroma 40) pošiljale lestvice 12 največkrat predvajanih slovenskih skladb in skladb, ki so bile po mnenju glasbenega uredništva v posameznem glasovalnem obdobju najboljše. Nagrade (in nominacije) so predstavljale seštevek teh obdobij.
Zmagovalci so bili:
- srf za največkrat predvajano skladbo (na podlagi podatkov o predvajanosti): Karmen Stavec – Lep poletni dan
- srf po izboru glasbenih urednikov: Siddharta – Napoj
- srf za hit leta (po izboru poslušalstva/občinstva): Tabu – Divje

Nominiranci za hit leta 2003 so bili:
1. Tabu – Divje
2. Siddharta in Vlado Kreslin – Od višine se zvrti
3. Čuki in Pika Božič – Komar
4. Siddharta – Napoj
5. Murat & Jose – Od ljudi za ljudi
6. Bepop – Zapleši z nami
7. Karmen Stavec – Lep poletni dan
8. Game Over – Nihče ni popoln
9. Magnifico – Hir aj kam, hira aj go
10. Gušti in Polona Kasal – Vedno zame
11. Jan Plestenjak – Iz drugega sveta
12. Tinkara Kovač – Med zemljo in zrakom

O zmagovalcu te kategorije je odločilo glasovanje poslušalcev sodelujočih radijskih postaj, bralcev Pilota in uporabnikov interneta.
Nominiranci za srf po izboru glasbenih urednikov so bili:
1. Siddharta – Napoj
2. Gušti in Polona Kasal – Vedno zame
3. Magnifico – Hir aj kam, hira aj go
4. Tabu – Divje
5. Tinkara Kovač – Med zemljo in zrakom
6. Siddharta in Vlado Kreslin – Od višine se zvrti
7. Big foot mama – Vrn' se k men'
8. Zoran Predin – Ja ka pa te ti tu delaš
9. Siddharta – Rave
10. Vlado Kreslin – Tisoč let
11. Andraž Hribar – Kaj mi delaš
12. Murat & Jose – Od ljudi za ljudi

Nominiranci za srf za največkrat predvajano skladbo leta 2003 so bili:
1. Karmen Stavec – Lep poletni dan
2. Gušti in Polona Kasal – Vedno zame
3. Magnifico – Hir aj kam, hira aj go
4. Gušti in Polona Kasal – Vedno zame
5. Magnifico – Hir aj kam, hira aj go
6. Bepop – Zapleši z nami
7. Tabu – Divje
8. Tinkara Kovač – Med zemljo in zrakom
9. Siddharta in Vlado Kreslin – Od višine se zvrti
10. Jan Plestenjak – Iz drugega sveta
11. Murat & Jose – Od ljudi za ljudi
12. Game Over – Nihče ni popoln

## 2. SRF
Podelitev nagrad 2. Slovenskega radijskega festivala (SRF 2004) je potekala 25. februarja 2005 v Slovenskem narodnem gledališču Maribor. Prireditev sta povezovala Jure Sešek in Vesna Milek. Z nominiranimi pesmimi so nastopili Alya, Kingston, duo Platin, Leelojamais, Šank rock, Atomik Harmonik ter Avia band, Jasmina Cafnik & Dare. 
Nagrade so podelili v štirih kategorijah: najboljša pop in rock skladba (po izboru glasbenih urednikov 53 sodelujočih radijskih postaj), hit leta 2004 (po izboru poslušalcev) ter največkrat predvajana skladba. Uredniki so v letu 2004 na vsake tri mesece pripravljali lestvice devetih najboljših pop in najboljših rock skladb ter seznam 9 pesmi, ki so bile na njihovih radijskih postajah največkrat predvajane. Z lestvice največkrat predvajanih skladb so nato poslušalci radijskih postaj, bralci tiskanih medijev in obiskovalci festivalske spletne strani izbrali hit leta 2004, pesem z največ predvajanji pa je prejela nagrado za največkrat predvajano skladbo.
Zmagali so:
- najboljša pop skladba: Leeloojamais − Ne zameri mi
- najboljša rock skladba: Alya – Fluid
- hit leta 2004: Atomik Harmonik – Brizgalna brizga
- največkrat predvajana skladba: Kingston − Luna nad obalo

Nominiranci za najboljšo rock skladbo so bili:
- Alya – Alya
- Alya – Fluid
- Dan D – Čas
- Dan D – Plešeš
- Tabu – Greh
- Tabu – V soju luči
- Siddharta – Ring
- Siddharta – T.H.O.R.
- Šank Rock – Delam, kar paše mi

Finalisti: Alya, Siddharta in Dan D.
Nominiranci za najboljšo pop skladbo so bili:
1. Trkaj − Dihi z mano
2. Trkaj − Vse, kar 'mam
3. Posodi mi jurja − Hvala ti mala
4. Kingston − Luna nad obalo
5. Leeloojamais − Ne zameri mi
6. Avia band, Jasmina Cafnik in Dare − Sava šumi
7. Maja Slatinšek − Slovo brez mej
8. Anja Rupel − Vse
9. 6 pack Čukur − No. 1 žena

Finalisti: Leeloojamais, Trkaj in Kingston.
Za največkrat predvajano skladbo so bili nominirani:
1. Bepop − Komaj čakam
2. Kingston − Luna nad obalo
3. Leeloojamais − Ne zameri mi
4. Avia band, Jasmina Cafnik in Dare − Sava šumi
5. Platin − Stay Forever
6. Alya – Fluid
7. Atomik Harmonik – Brizgalna brizga
8. Tabu

O glasbenem udejstvovanju nominirancev razpravljali različni komentatorji, med njimi Andrej Karoli, Barbra Drnač, Vojko Gačnikar, Tamara Pirih in Dejan Vedlin, ki so imenovali glasbeni fenomen leta – Fredija Milerja.

## 3. SRF
Podelitev nagrad 3. Slovenskega radijskega festivala (SRF 2005) je potekala 27. januarja 2006 v mariborskem Univerzitetnem športnem centru Leona Štuklja. Povezovala sta jo Veronika Žajdela in Peter Poles, v neposrednem prenosu pa ji je bilo mogoče prisluhniti na drugem programu Radia Slovenija. Projekt je bil plod sodelovanja RTV Slovenija, okoli 50 radijskih postaj, 7 krajevnih televizijskih postaj ter nekaterih drugih medijev. Nagrade so bile podeljene v 4 kategorijah: najboljša rock in pop skladba (po izboru glasbenih urednikov), največkrat predvajana skladba in hit leta 2005. Slednjega so izmed 9 najbolj predvajanih skladb v letu 2005 izbrali poslušalci več kot petdesetih radijskih postaj in bralci izbranih tiskanih medijev z glasovanjem prek mobilnih telefonov, objavljenih glasovnic in interneta.
V vsaki kategoriji je bilo 9 nominirancev. Med njimi so bili: Kingston, Alya, 6pack Čukur & Leeloojamais, Jan Plestenjak & Eva, Dan D, Šank rock & Natalija Verboten, Lara Baruca, Yuhubanda, Neisha, Rebeka Dremelj, Tinkara Kovač, Nude, Domen Kumer in Omar Naber.
Slavili so:
- srf za najboljšo rock skladbo: Dan D – Počasi
- srf za najboljšo pop skladbo: Neisha − Planet za zadet
- srf za hit leta 2005: Jan Plestenjak in Eva Moškon – Iz pekla do raja
- srf za največkrat predvajano skladbo: Jan Plestenjak in Eva Moškon – Iz pekla do raja

Kot rečeno, se je za hit leta potegovali 9 najbolj predvajanih pesmi leta 2005:
1. Iz pekla do raja – Jan Plestenjak in Eva Moškon
2. Barka iz perja – Jana Plestenjaka
3. Če je to slovo – Yuhubanda
4. Do Portoroža – Domen Kumer
5. Občutek – Alya
6. Planet za zadet – Neisha
7. Pojdi z menoj – Rebeka Dremelj
8. Stop – Omar Naber
9. Vse, kar si želiš – Omar Naber

Za najboljšo rock skladbo so bili poleg Dan D nominirani še Šank Rock & Natalija Verboten, Omar Naber, Lara-B, Alya (Občutek), Tinkara Kovač in Nude, za najboljšo pop skladbo pa poleg Neishe še Yuhubanda, Jan Plestenjak (z dvema pesmima), Kingston, Leeloojamais & 6pack Čukur, Alya in Rebeka Dremelj.